# Грб Маурицијуса
Грб Маурицијуса је званични хералдички симбол афричке острвске државе Републике Маурицијус. Грб је усвојен 25. августа 1906. године, а дизајнирао га је градоначелник Јоханезбурга, лорд Јохан Ван Дер Пуф.

## Опис
На грбу се налази штит који је подлејен у четири поља, наизменично плаве и златне боје. У првом пољу приказан је стари брод. Брод је симбол доласка Европљана, попут Португалаца, Холанђана, Француза и Енглеза. Поред поља с бродом налазе се три палме. Палме представљају тропско растиње и три острва која чине Маурицијус као државу, Каргадос-Карахос, Агалега и Родругез. На доњим пољима грба стоје кључ и сребрна петокрака звезда. Кључ и звезда односе се на државно гесло које описује Маурицијус као „звезду и кључ Индијског океана“. Гесло је исписано на латинском језику („Stella Clavisque Mais Indici“).
Штит придржавају птица додо и јелен самбар. Испод њих стоји златно-црвена трака са државним геслом, а изнад се простиру два листа палме.